# Carmina Burana

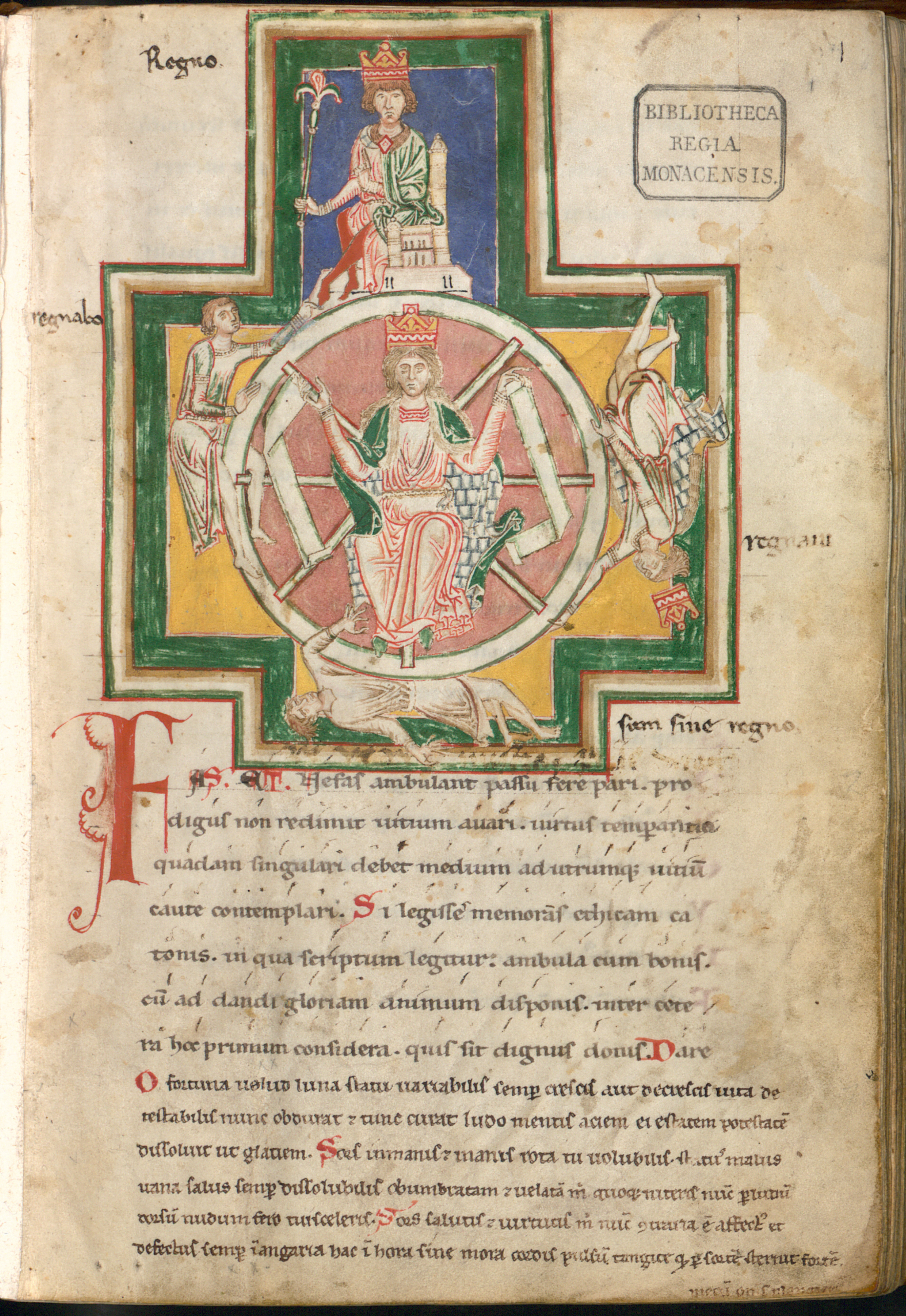
The Wheel of Fortune từ Carmina Burana

Carmina Burana (/ k ɑr m ɨ n ə b ʊ r ɑ ː n ə /), Latin cho "bài hát từ Beuern" (viết tắt: Benediktbeuern), là tên gọi cho một bản thảo tuyển tập 254 bài thơ, đa phần được5 viết vào thế kỷ 11 và 12, một số ít được viết vào thế kỷ 13. Các tác phẩm chủ yếu mang tính trào phúng, báng bổ. Do là một tuyển tập được tập hợp qua hơn 200 năm nên ngôn ngữ sử dụng trong tuyển tập cũng rất hỗn loạn, phần lớn được viết bằng tiếng Latin trung cổ, một số viết bằng tiếng Đức Thượng kỳ và tiếng Pháp cổ, thậm chí viết trộn lẫn giữa cả ba ngôn ngữ trên
Tuyển tập bao gồm những bài thơ do Goliards, một nhóm sinh viên và giáo sĩ trẻ theo học tại các trường đại học khắp Tây Âu khoảng giữa thế kỷ 11 và 12, viết nhầm châm biếm thực tại của Giáo hội Công giáo đương thời. Tuyển tậo gìn giữ tác phẩm của một số tác gia danh tiếng như Peter xứ Blois, Walter xứ Châtillon, và một nhà thơ vô danh, được nhắc tới với cái tên Archipoeta, Đại Thi hào.
Tuyển tập được tìm thấy năm 1803 ở Tu viện Benediktbeuern, Bavaria, sau được chuyển về Thư viện Bang Bavaria ở Munich. Cùng với tuyển tập Carmina Cantabrigiensia ở Cambrigde, Carmina Burana được công nhận như một trong các thành tựu quan trọng nhất của phong trào Golliard.
Tuyển tập đại diện cho một nền văn hóa quốc gia ở Châu Âu Trung cổ, với thơ văn tập hợp từ Occitania, Pháp, Anh, Scotland, Aragon, Castile và Đế chế La Mã thần thánh.
Hai mươi bốn bài thơ trong tuyển tập được Carl Orff chọn ra để phổ thành bản cantata cùng tên năm 1936. Bản cantata này nhanh chóng được phổ biến khắp thế giới, nhất là phần mở đầu phổ nhạc bài thơ "O Fortuna" (Fortuna là Nữ Thần Vận Mệnh trong thần thoại La Mã) được sử dụng rộng rãi trong phim ảnh đến tận ngày nay.

## Bản thảo
Carmina Burana (viết tắt là CB) là một bản thảo được viết năm 1230 bởi hai thầy thông giáo trên 119 tờ giấy da. Vào cuối thời trung cổ các trang viết tay được tuyển tập lại thành tập Codex Buranus.
Nghiên cứu cũ cho rằng bản thảo được viết tại nơi nó được tìm thấy ở Benediktbeuern. Tuy nhiên ngày nay các học giả về Carmina Burana có những ý kiến khác nhau về vị trí của bản thảo xuất xứ.

## Tác giả
Hầu như không có gì được biết về các tác giả của Carmina Burana, chỉ có một vài bài hát có thể được gán cho tác giả cụ thể. Có một số tác giả được nhắc đến như Hugh Primas of Orléans, Archipoeta, Walter of Châtillon, Petrus Blesensis, Dietmar von Aist, Heinrich von Morungen, Walther von der Vogelweide, Neidhart von Reuental.

## Chủ đề
Nhìn chung, các tác phẩm chứa trong Carmina Burana có thể được sắp xếp thành bốn nhóm theo chủ đề:
1. 55 bài hát về đạo đức và sự nhạo báng (CB 1-55)
2. 131 bài hát tình yêu (CB 56-186)
3. 40 bài hát về sự ăn chơi sa đọa (CB 187-226)
4. Hơn 2 mảng kịch thiêng liêng (CB 227 and 228)

Tuy nhiên, có nhiều trường hợp ngoại lệ. CB 122-134, được phân loại như các bài hát tình yêu nhưng thực sự là: chúng có chứa một bài hát để tang người chết, một châm biếm và hai câu chuyện giáo dục về tên của các loài động vật. Các mảnh đính kèm có 21 bài hát thiêng liêng: các nhóm chuyên đề lớn hơn cũng có thể được chia nhỏ hơn nữa, ví dụ, kết thúc của thế giới (CB 24-31), các bài hát về các cuộc thập tự chinh (CB 46-52) hoặc làm lại các bài viết từ thời cổ đại (CB 97-102).
Các chủ đề khác bao gồm: phê phán sự tham lam trong nhà thờ với nền kinh tế tiền tệ (CB 1-11, 39, 41-45); những lời than vãn về số phận con người (CB 14-18); cái chết (CB 122-131); hân hoan chào đón mùa xuân (CB 132, 135, 137, 138, 161); dâm dục (CB 79, 90, 157-158), tình yêu (CB 60, 62, và 166).